# Hugleikr
Hugleikr, Hugleik, Hugleikur o Ochilaik  (norreno antico: "coraggioso nell'animo", "gioco della mente"), (Gamla Uppsala, IV secolo – Fyrisvellir, V secolo), è stato un re leggendario sueone della casata dei Yngling, di Uppsala.
Secondo invece Saxo Grammaticus era re d'Irlanda. Per entrambi il suo regno fu caratterizzato da fasti e lascività e che cadde in battaglia sconfitto dai danesi. Alcuni autori confondono la sua figura con quella di Hygelac, descritta nel Beowulf.

## Ynglinga saga

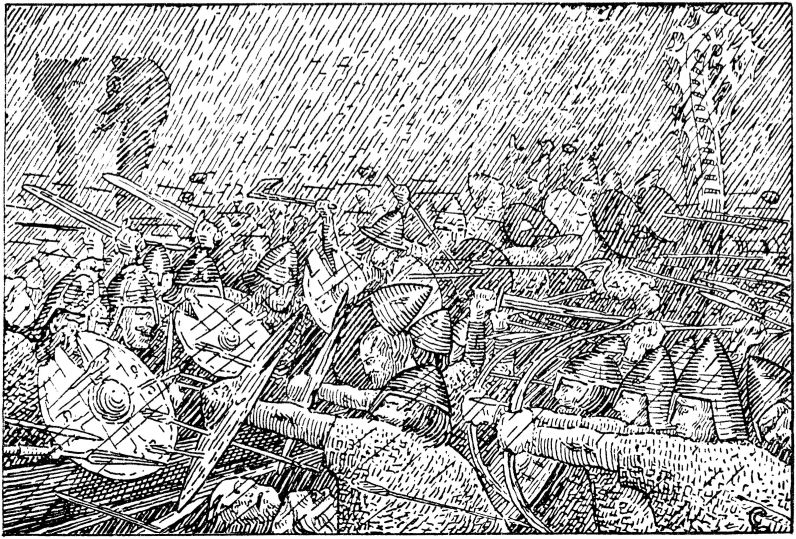
Tempesta durante la battaglia
Illustrazione di H. Egedius

La Saga degli Ynglingar di Snorri Sturluson accenna al suo regno e descrive la sua caduta in battaglia contro Haki, un celebre re del mare.
Haki og Hagbarður hétu bræður og voru ágætir mjög. Þeir voru sækonungar og höfðu lið mikið, fóru stundum báðir samt, stundum sér hvor. Margir kappar voru með hvorumtveggja þeirra.
Haki konungur fór með her sinn til Svíþjóðar á hendur Hugleiki konungi en Hugleikur konungur safnaði her fyrir. Þá komu til liðs við hann bræður tveir, Svipdagur og Geigaður, ágætir menn báðir og hinir mestu kappar. Haki konungur hafði með sér tólf kappa. Þar var þá Starkaður gamli með honum. Haki konungur var og hinn mesti kappi. Þeir hittust á Fýrisvöllum. Varð þar mikil orusta. Féll brátt lið Hugleiks. Þá sóttu fram kapparnir Svipdagur og Geigaður en kappar Haka gengu sex móti hvorum þeirra og urðu þeir handteknir. Þá gekk Haki konungur inn í skjaldborg að Hugleiki konungi og drap hann þar og sonu hans tvo.
Eftir það flýðu Svíar en Haki konungur lagði lönd undir sig og gerðist konungur yfir Svíum. Hann sat þá að löndum þrjá vetur en í því kyrrsæti fóru kappar hans frá honum og í víking og fengu sér svo fjár.»
(Snorri Sturluson - Saga degli Ynglingar -  22. Fall Hugleiks konungs)
Svipdagr è omonimo al protagonista dello Svipdagsmál.
Snorri è solito a riportare il relativo brano dellʼYnglingatal seguendo la genealogia, tuttavia, nel caso di Hugleikr, si limita a descrivere brevemente le gesta in prosa. Una ipotetica stanza dell'Ynglingatal,  se mai esistita, non risulta pervenuta ai tempi odierni.

## Gesta Danorum

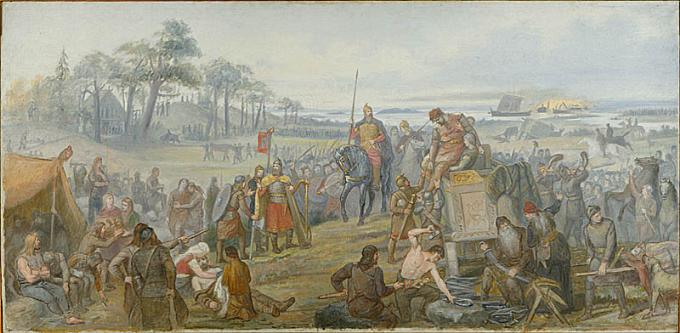
Battaglia del Fýrisvellir, di Mårten Eskil Winge (1888), avvenuta nello stesso luogo tre secoli dopo la battaglia dove perse la vita Hugleikr.

Hugleikr è descritto quale amante dei piaceri e con una corte ricca di saltimbanchi anche nel Gesta Danorum: infatti Saxo, nel 6° libro, nota come Starkaðr fosse partito disgustato dai riti lascivi, tuttavia sostiene anche che Hugleikr era sovrano d'Irlanda e che Starkaðr aiutò  Siward, un antenato di Halfdan, ad insediarsi sul trono di Uppsala. Ma già il Gesta Danorum diverge dallʼYnglinga saga fin dal 5° libro.
Passando dalle saghe al contesto storico, ci sarebbe da osservare che le continue incursioni vichinghe in Irlanda iniziarono nel 795, quattro secoli prima Saxo Grammaticus ma tre secoli dopo la datazione di queste vicende nel Gesta Danorum, sicché la loro ambientazione in Irlanda risulta inverosimile.
A differenza dei suoi successori, Hugleikr non viene invece citato tra le genealogia dei re nellʼYnglingatal, nellʼHistoria Norvegiæ o nellʼÍslendingabók.